# Лебедєв Юрій Володимирович
Ю́рій Володи́мирович Ле́бедєв (позивний «Товариш»; 14 березня 1985, Київ — 28 січня 2024, Іванівське) — український юрист, військовий, учасник російсько-української війни.

## Життєпис
Закінчив Київський національний університет імені Тараса Шевченка за спеціальністю правознавство 2008 року.
Зі студентських років був лівим активістом, брав активну участь у діяльності низки організацій: «Ліва Ініціатива», «Збережи старий Київ», студентська профспілка «Пряма Дія», профспілка «Захист Праці», «Соціальна Альтернатива», «Ліва Опозиція», журнал «Спільне».
Працював юристом у «Газеті по-київськи», згодом заступником голови правління ПАТ «Київгаз» та керівником юридичного відділу ТОВ «Ю.КОМОДІТІЗ».
24 лютого 2022, в перший день повномасштабного вторгнення, залишив посаду й пішов у ТрО. Протягом війни неодноразово отримував пропозиції перейти на штабну службу, але відхиляв їх.
Загинув 28 січня 2024 року під Бахмутом.